# Dzięcioł tygrysi
Dzięcioł tygrysi (Celeus undatus) – gatunek średniej wielkości ptaka z rodziny dzięciołowatych (Picidae), występujący w północnej części Ameryki Południowej. Jest typowym przedstawicielem rodzaju Celeus. W Czerwonej księdze gatunków zagrożonych IUCN klasyfikowany jest jako gatunek najmniejszej troski (LC, Least Concern).

## Systematyka
Gatunek po raz pierwszy zgodnie z zasadami nazewnictwa binominalnego opisał w 1766 roku szwedzki przyrodnik Karol Linneusz w 12. edycji Systema Naturae. Autor nadał gatunkowi nazwę Picus undatus, a jako miejsce typowe wskazał Surinam. Linneusz dokonał opisu na podstawie wcześniejszej pracy George’a Edwardsa z 1764 roku. Edwards opisał ptaka pod zwyczajową angielską nazwą Red-cheeked Wood-pecker, a do opisu dołączył tablicę barwną o numerze 332.
Obecnie gatunek umieszczany jest w rodzaju Celeus.
Tradycyjnie wyróżniano trzy podgatunki C. undatus. Badania wykazały, że dzięcioł tygrysi jest blisko spokrewniony z dzięciołem łuskowanym (C. grammicus). W 2018 roku, w oparciu o badania molekularne i analizę upierzenia, zasugerowano, by połączyć te dwa taksony w jeden gatunek – C. undatus (starsza nazwa ma priorytet). To ujęcie systematyczne w ciągu kilku kolejnych lat przyjęto na wszystkich wiodących listach ptaków świata.
Po włączeniu C. grammicus w obrębie gatunku C. undatus wyróżnia się 7 podgatunków:
- kompleks podgatunków grammicus
  - C. u. grammicus (Natterer & Malherbe, 1845)
  - C. u. verreauxii (Malherbe, 1858)
  - C. u. subcervinus Todd, 1937
  - C. u. latifasciatus Seilern, 1934
- kompleks podgatunków undatus:
  - C. u. undatus (Linnaeus, 1766)
  - C. u. multifasciatus (Natterer & Malherbe, 1845)
  - C. u. amacurensis Phelps & Phelps Jr, 1950

### Etymologia
- Celeus: gr. κελεος keleos „zielony dzięcioł”
- undatus: od łac. falisty[9].

## Morfologia
Niewielki dzięcioł o spiczastym krótkim dziobie, od matowożółtego do żółtozielonego koloru. Tęczówki w kolorach od czarnobrązowego do czerwonego, wokół oka naga, szara skóra. Nogi silne, zielonoszare. Pióra głowy tworzą charakterystyczny czub. Przeważającym kolorem upierzenia dzięcioła tygrysiego jest kolor od jasnokasztanowego do rudego, w większości z ciemnymi czarnawymi pręgami. Samce mają czerwony pasek policzkowy rozciągający się od dolnej części dzioba do policzków. Samice mają bardziej intensywne i większe pręgi. Ogon jest czarny z różną liczbą rudych prążków. Długość ciała około 23–24 cm, masa ciała w kompleksie podgatunków undatus: samce 61–73 g, samice 58–68 g, masa ciała C. u. grammicus 63–75 g, C. u. verreauxii 77–82 g, C. u. latifasciatus 75–87 g.

## Zasięg występowania

Zasięg grupy podgatunków grammicus

Dzięcioł tygrysi występuje w północnej części Ameryki Południowej. Zamieszkuje tereny od 100 do 900 m n.p.m., lokalnie do 1140 m n.p.m. Jest gatunkiem osiadłym.
Poszczególne podgatunki występują:
- C. u. grammicus – od południowo-wschodniej Kolumbii i południowej Wenezueli na południe po północno-wschodnie i wschodnie Peru oraz zachodnią Brazylię (na wschód po dolny bieg Rio Negro i rzekę Purus), ponadto izolowana populacja występuje w Gujanie Francuskiej,
- C. u. verreauxii – od południowej i środkowej Kolumbii (od zachodniej części departamentu Putumayo do departamentu Meta) do wschodniego Ekwadoru,
- C. u. subcervinus – w Brazylii na południe od Amazonki – od rzeki Purus na wschód do dolnego biegu rzeki Tapajós oraz na południe po północne Mato Grosso,
- C. u. latifasciatus – w południowo-wschodnim Peru, południowo-zachodniej Brazylii oraz północnej Boliwii (departament Beni),
- C. u. undatus – we wschodniej Wenezueli, Gujanie Francuskiej, Surinamie, Gujanie, północno-wschodniej Brazylii na północ od Amazonki,
- C. u. multifasciatus – w północno-wschodniej Brazylii na południe od Amazonki,
- C. u. amacurensis – w delcie rzeki Amacuro w północno-wschodniej Wenezueli.

## Ekologia
Jego głównym habitatem są gęste lasy deszczowe oraz lasy wtórnego wzrostu. Pojawia się sporadycznie na terenach bardziej otwartych – sawannach, na skrajach lasów lub w pobliżu rzek. Żeruje w koronach drzew, czasami dołącza do stad mieszanych. Odżywia się głównie mrówkami i termitami, od czasu do czasu także nasionami.

### Rozmnażanie
Okres lęgowy w Wenezueli trwa od lutego do kwietnia, w Brazylii prawdopodobnie nieco później, a w regionie Gujana trwa od końca maja do sierpnia. Gniazduje w dziuplach martwych lub żywych drzew, na wysokości od 4 do 30 m. Nie są znane szczegóły dotyczące lęgów, inkubacji jaj i dojrzewania piskląt.

## Status i ochrona
W Czerwonej księdze gatunków zagrożonych IUCN od 2019 roku dzięcioł tygrysi jest łączony w jeden gatunek z dzięciołem łuskowanym (C. grammicus) i zaliczany jest do kategorii najmniejszej troski (LC, Least Concern). Liczebność populacji nie została oszacowana, ale ptak ten opisywany jest jako rzadki. Zasięg występowania, według szacunków organizacji BirdLife International, obejmuje około 6,95 mln km². Trend liczebności populacji uznawany jest za spadkowy ze względu na utratę siedlisk (wylesianie).